# Bernardo Ciuffagni
Bernardo Ciuffagni (Florence, 1381 - Florence, 1458) est un sculpteur de la Renaissance italienne.
Il a réalisé de nombreuses statues des façades du Duomo de Florence, conservées au Museo dell'Opera del Duomo et, dans une des niches extérieures de la chapelle d'Orsanmichele, saint Pierre, saint patron de la corporation marchande des bouchers, l'Arte di Beccai.
À Rimini de 1447 à1450, il exécute la statue de San Sigismondo (saint Sigismond) et d'autres sculptures au Tempio Malatestiano.

## Principales sculptures
- Saint Matthieu (1410-15)
- Saint Pierre (1415)
- Isaïe (1427)
- David (1433)
- Saint Sigismond (1447-1450)